# Loncothegua
Loncothegua, Longotegua, Loncotegua, Loncotehua o Loncotregua (mapudungun; Longko trewa "Cabeza de Perro"); toqui o mayor jefe militar mapuche entre los años 1613 y 1621 (o 1617, según otras fuentes).

## Antiguo "indio amigo"
El cronista contemporáneo Alonso González de Nájera afirma que "Longotegua", al igual que otros jefes mapuches de su tiempo, como Anganamón y Pelantaro, había sido en alguna etapa previa prisioneros, "amigos" y servidores de los españoles.
Esto coincide con informaciones de la crónica de Diego de Rosales que menciona frecuentemente las acciones decisivas de un Loncotegua a favor de los españoles, quien interviene en diversas batallas de la primera década del siglo XVII. 
El padre Miguel de Olivares, en tanto, narra una curiosa historia (del estilo de los cuentos edificantes, desde punto de vista cristiano, que los cronistas españoles de la conquista suelen intercalar). Esta narración tienta una explicación del acercamiento temporal de "Loncotehua" a sus enemigos: En 1603, tras dirigir un sangriento ataque contra los españoles, se presentó un cacique Locothehua ante el Fuerte de Santa Fe (confluencia del Río Biobío y el Río Vergara), lanzando un ultimátum para que se le devolviera una indígena bautizada, Inés, que había huido de su lado. Cuando los oficiales del fuerte estaban deliberando qué hacer, según el relato, Inés se habría lanzado hacia la muralla, y desde ahí le habría gritado a Loncothehua que prefería ser despedazada antes que ser devuelta a él mientras no se volviera cristiano. El cacique se habría retirado en paz y mantenido desde entonces mejores relaciones con los peninsulares, "admirando el valor que la religión inspiraba". En todo caso, ni texto de Rosales ni el de Olivares establece inequívocamente la identidad de este cacique (o caciques diversos)  que era "amigo" o afecto a los españoles, con el toqui de 1613.

## El nombre
En Rosales, de hecho, Loncotegua es un nombre mapuche que se repite, pues el cronista menciona al menos otro personaje previo que se llamaba igual; un enemigo de los españoles que habría muerto a manos del capitán Francisco Guajardo cuando comandaba un ataque de 500 guerreros contra el Fuerte de Jesús de Purén, a mediados de la década de 1590. Mientras que en tiempos posteriores, 1665, otra fuente nombra un Loncotegua enviando un embajador a los españoles desde la desembocadura del Río Imperial.
Como fuera, las grafías españolas con que se anotó en las crónicas y documentos este nombre son muy numerosas.
Lo que se sabe es que la expresión "cabeza de perro" (longko trewa) se usaba en la cultura mapuche como parte de una especie de grito de guerra, asimilable al haka maorí, que se lanzaba, mientras se daban saltos, antes del inicio de los partidos de chueca. En este contexto, "cabeza de perro" simbolizaba atributos positivos que el jugador se asignaba a sí mismo. Miguel de Olivares transcribió en el siglo XVIII esta arenga tradicional de desafío, que se realizaba saltando, como sigue: "Inche cai longo tegua, inche cai paqui namun, inche cai anca tigue" (yo soy cabeza de perro, yo soy pie de león, yo soy cuerpo de roble). El mismo grito de guerra existía aún en 1914 según Manuel Manquilef, aunque algo alterado en algunas de sus partes, pero la alusión a la cabeza de perro (inche kai lonko trewa) se mantenía inalterada.

## Toqui
En los años previos a convertirse en toqui, y en el marco de la larga Guerra de Arauco, Loncothegua ya había abandonado cualquier acuerdo con los invasores europeos y combatió la expansión del Imperio Español en el sur de Chile, hostilizando constantemente los asentamientos y puestos militares de los conquistadores, que, bajo el influjo de diversas derrotas y del discurso del jesuita Luis de Valdivia, debatían si mantenerse en la estrategia que ellos denominaban "guerra defensiva". 
En la historia de Vicente Carvallo y Goyeneche se describen genéricamente la numerosas incursiones de "Loncotehua" en esos años, a propósito el sistema de frontera fuertes del Río Biobío y la caballería volante establecida en una ordenanza real de 1610.

El famoso partidario Loncotehua, que sucedió a Ayllavilu (Carvallo y Goyeneche confunde al predecesor, que fue Anganamón), la forzó (la línea de frontera) muchas veces, haciendo lances al campo volante. Entraba por las fronteras de Santa Lucia, i por la de San Felipe, i en una noche las hostilizaba, quitaba ganados devastaba las estancias mataba i cautivaba españoles sin que se le pudiese castigar su osadia en virtud de la orden para la guerra defensiva que se mandaba observar estrictamente. Cuando llegaba a noticia del maestre de campo, que mandaba el campo volante, i salía contra Golcolehua, era tarde; ya le hallaba a la parte austral del Biobio, que no era licito pasar, i regresaba impune a su pais. Repitió tantas veces estas hostilidades que le pareció al Gobernador no satisfacía a su conciencia i a la real confianza, sino las ponia en noticia del soberano".
Vicente Carvallo y Goyeneche 

El abate Molina define al toqui Loncothegua, afirmando que puso "igual obstinación" que Anganamón (su predecesor) en la lucha. Molina agrega que Loncothegua, de acuerdo a Alonso Ovalle, libró "sangrientas" batallas contra el gobernador Alonso de Ribera y sus oficiales. De hecho, algunos autores contabilizan 22 incursiones o "entradas" del toqui Loncotahua contra territorio español.
Ovalle mismo describe al "famoso Longotegua" como uno de los mapuches que más destacó en tiempos del gobernador Ribera, agregando que entre ambos tuvieron "reñidos encuentros y batallas", que comenzaron a ser favorables al gobernador, pero la muerte le sobrevino al jefe español justo en esos momentos propicios para él, interrumpiendo su racha en marzo de 1617.
Finalmente Loncothegua dimitió como toqui, siendo sucedido por Lientur en un punto entre ese año 1617 y 1621.